# 床朝
床朝（とこあさ、1962年11月29日 - 2025年5月29日）は、大相撲の床山。本名は関朝雄。京都府京都市伏見区出身。三保ヶ関部屋、北の湖部屋、山響部屋に所属した。特等床山を務めた。

## 履歴
- 1978年5月場所 - 採用。
- 1999年1月場所 - 二等床山に昇進。
- 2009年1月場所 - 一等床山に昇進。
- 2025年1月場所 - 特等床山に昇進[2]。
- 2025年5月場所 - 事実上の最終場所。
- 2025年5月29日 - 心嚢血腫のため死去[3]。62歳没。